# Église de l'Assomption-de-Marie de Novel
L'église Notre Dame de l'Assomption est une église catholique dépendante du diocèse d'Annecy, située sur la commune de Novel en Haute-Savoie.